# 1ª Divisão 1965 (hockey su pista)
La 1ª Divisão 1965 è stata la 25ª edizione del torneo di primo livello del campionato portoghese di hockey su pista. La manifestazione fu disputata tra il 23 aprile e il 20 dicembre 1965. Il titolo è stato conquistato dal CUF Barreiro, per la prima volta nella sua storia.

## Stagione

### Formula
La 1ª Divisão 1965 vide ai nastri di partenza ventiseiclub divisi in due gironi; ogni girone fu organizzato con un girone all'italiana, con gare di andata e ritorno. Erano assegnati tre punti per l'incontro vinto e due punti a testa per l'incontro pareggiato, mentre ne era attribuito uno solo per la sconfitta. Al termine della prima fase le prime quattro squadre di ogni gruppo si qualificarono alla fase finale; la vincitrice venne proclamata campione del Portogallo.

## Prima fase

### Regional do Norte
|  | Pos. | Squadra           | Pt | G  | V  | N | P  | GF  | GS  | DR   |
|  | ---- | ----------------- | -- | -- | -- | - | -- | --- | --- | ---- |
|  | 1.   | Infante de Sagres | 59 | 22 | 18 | 1 | 3  | 198 | 51  | +147 |
|  | 2.   | Sanjoanense       | 57 | 22 | 17 | 2 | 2  | 149 | 47  | +102 |
|  | 3.   | Porto             | 57 | 22 | 14 | 7 | 1  | 132 | 35  | +97  |
|  | 4.   | Valongo           | 56 | 22 | 15 | 4 | 3  | 121 | 59  | +62  |
|  | 5.   | Carvalhos         | 52 | 22 | 14 | 2 | 6  | 128 | 65  | +63  |
|  | 6.   | Espinho           | 49 | 22 | 12 | 3 | 7  | 133 | 89  | +44  |
|  | 7.   | Académica         | 41 | 22 | 9  | 1 | 12 | 80  | 61  | +19  |
|  | 8.   | Famalicense       | 38 | 22 | 8  | 0 | 14 | 102 | 129 | -27  |
|  | 9.   | Estrela           | 32 | 22 | 4  | 2 | 16 | 72  | 125 | -53  |
|  | 10.  | ABC Braga         | 29 | 22 | 4  | 1 | 15 | 55  | 134 | -79  |
|  | 11.  | Termas            | 27 | 22 | 3  | 1 | 17 | 44  | 198 | -154 |
|  | 12.  | Conimbricense     | 21 | 22 | 0  | 0 | 22 | 29  | 260 | -231 |

Legenda:
  Qualificato alla fase finale.
      Retrocesse in 2ª Divisão 1966.
Note:
Tre punti a vittoria, due a pareggio, uno a sconfitta.

### Regional do Sul
|  | Pos. | Squadra          | Pt | G  | V  | N | P  | GF  | GS  | DR  |
|  | ---- | ---------------- | -- | -- | -- | - | -- | --- | --- | --- |
|  | 1.   | Benfica          | 72 | 26 | 23 | 0 | 3  | 136 | 48  | +88 |
|  | 2.   | CUF Barreiro     | 66 | 26 | 18 | 4 | 4  | 141 | 51  | +90 |
|  | 3.   | Campo de Ourique | 62 | 26 | 16 | 4 | 6  | 162 | 77  | +85 |
|  | 4.   | Oeiras           | 61 | 26 | 17 | 1 | 8  | 137 | 60  | +77 |
|  | 5.   | Cascais          | 60 | 26 | 15 | 4 | 7  | 153 | 88  | +65 |
|  | 6.   | Sporting CP      | 57 | 26 | 14 | 3 | 9  | 106 | 100 | +6  |
|  | 7.   | Paço de Arcos    | 57 | 26 | 13 | 5 | 8  | 110 | 69  | +41 |
|  | 8.   | Sintra           | 53 | 26 | 11 | 5 | 10 | 139 | 110 | +29 |
|  | 9.   | CF Benfica       | 49 | 26 | 10 | 3 | 13 | 111 | 126 | -15 |
|  | 10.  | Belenenses       | 46 | 26 | 10 | 1 | 14 | 146 | 96  | +50 |
|  | 11.  | Rossiense        | 44 | 26 | 9  | 2 | 13 | 78  | 86  | 8   |
|  | 12.  | Sporting Tomar   | 35 | 26 | 3  | 4 | 18 | 56  | 134 | -78 |
|  | 13.  | Leiriense        | 27 | 26 | 0  | 3 | 21 | 36  | 77  | -41 |
|  | 14.  | Pataiense        | 20 | 26 | 0  | 1 | 21 | 30  | 371 | 341 |

Legenda:
  Qualificato alla fase finale.
      Retrocesse in 2ª Divisão 1966.
Note:
Tre punti a vittoria, due a pareggio, uno a sconfitta.

## Fase finale
|  | Pos. | Squadra           | Pt | G  | V  | N | P  | GF | GS | DR  |
|  | ---- | ----------------- | -- | -- | -- | - | -- | -- | -- | --- |
|  | 1.   | CUF Barreiro      | 37 | 14 | 11 | 1 | 2  | 41 | 23 | +18 |
|  | 2.   | Oeiras            | 34 | 14 | 9  | 2 | 3  | 50 | 33 | +17 |
|  | 3.   | Campo de Ourique  | 33 | 14 | 8  | 3 | 3  | 66 | 35 | +31 |
|  | 4.   | Benfica           | 29 | 14 | 6  | 3 | 5  | 41 | 30 | +11 |
|  | 5.   | Infante de Sagres | 28 | 14 | 7  | 0 | 7  | 34 | 34 | 0   |
|  | 6.   | Porto             | 24 | 14 | 4  | 2 | 8  | 22 | 29 | -7  |
|  | 7.   | Sanjoanense       | 22 | 14 | 4  | 0 | 10 | 25 | 54 | -29 |
|  | 8.   | Valongo           | 17 | 14 | 1  | 1 | 12 | 21 | 62 | -41 |

Legenda:
      Campione del Portogallo.
Note:
Due punti a vittoria, uno a pareggio, zero a sconfitta.